# Gornji Srebrenik
Gornji Srebrenik (en cyrillique : Горњи Сребреник) est un village de Bosnie-Herzégovine. Il est situé dans la municipalité de Srebrenik, dans le canton de Tuzla et dans la fédération de Bosnie-et-Herzégovine. Selon les premiers résultats du recensement bosnien de 2013, il compte 745 habitants.

## Histoire
Le château de Srebrenik est situé sur le territoire du village.

## Démographie

### Évolution historique de la population dans la localité
| 1948 | 1953 | 1961  | 1971  | 1981 | 1991 | 2013 |
| ---- | ---- | ----- | ----- | ---- | ---- | ---- |
| -    | -    | 1 266 | 1 176 | 993  | 763  | 745  |

|  |